# Tales of Innocence
Tales of Innocence (テイルズ オブ イノセンス?, Teiruzu obu Inosensu) è il nono titolo della serie videoludica Tales of pubblicato per Nintendo DS. Il gioco è stato sviluppato dalla Alfa System, ed è uscito nei negozi in 6 dicembre 2007, esclusivamente in Giappone. Il genere caratteristico di Tales of Innocence è chiamato RPG To Tie Thoughts Together (想いを繋ぐRPG?, Omoi o tsunagu RPG). Benché il gioco non sia stato pubblicato al di fuori del Giappone, esiste una traduzione amatoriale del titolo.
Il character design del gioco è stato sviluppato da Mutsumi Inomata, mentre la sequenza introduttiva del gioco è stata realizzata dalla Production I.G. La sigla di apertura è Follow the Nightingale, mentre la sigla di chiusura è Say Goodbye & Good Day, entrambe interpretate da Kokia. La colonna sonora è stata composta da Kaz Nakamura. Il videogioco è interamente in grafica 3D.
Il gioco ha avuto un remake per PlayStation Vita intitolato Tales of Innocence R, uscito in Giappone il 26 gennaio 2012.

## Trama
Nell'Era Devica il mondo era popolato da Dei che vivevano in armonia fra loro. Ma alcuni di essi divennero corrotti, usando le loro abilità in maniera errata. Per punirli, vennero privati dei loro poteri dagli altri Dei e cacciati dal loro mondo, che venne così diviso in due parti, Devaloka dove gli Dei continuarono a vivere e Naraka, dove vennero esiliati gli Dei corrotti che col passare del tempo divennero umani, dimenticandosi delle loro origini e pregando Devaloka per il loro perdono e per avere l'occasione di tornare.
Nel frattempo, a Devaloka iniziarono a formarsi due fazioni opposte: Sensus e Ratio. I primi volevano riunificare i due mondi divisi mentre i secondi volevano mantenere la situazione invariata. Ben presto i due gruppi iniziarono a combattere non solo per la supremazia ma anche per ottenere il Manifesto, un oggetto il cui potere consente al suo possessore di distruggere o creare il mondo.
A fare da ago della bilancia le azioni di Asura, generale di Sensus e potente guerriero, che riuscì a trionfare su Ratio e ad ottenere il Manifesto. Ma qualcosa andò storto: Devaloka finì per essere distrutta da questo potere e le anime dei suoi abitanti costrette a rifugiarsi per sempre su Naraka.
Secoli dopo, Naraka è infestata da mostri e in un continuo stato di guerra fra le varie nazioni. A questo si aggiunge la comparsa degli Avatar, reincarnazioni degli abitanti di Devaloka e in grado di usare i loro poteri e di ricordare le loro vite passate, ritenuti una minaccia e per questo catturati e imprigionati. Il giovane Luca Milda, figlio di una ricca famiglia di mercanti della città imperiale di Regnum, scopre di essere la reincarnazione di Asura grazie all'incontro con Iria Animi, reincarnazione di Inanna, amante di Asura. Insieme i due iniziano il loro viaggio alla ricerca del Manifesto, incontrando persone legate alle loro vite passate e scoprendo la verità su quanto accaduto nei secoli passati.

## Personaggi

### Protagonisti
Luca Milda (ルカ・ミルダ?, Ruca Miruda), doppiato da Akiko Kimura.
Protagonista maschile. Ragazzo timido e gentile, impacciato nelle relazioni personali, figlio di un ricco mercante di Regnum. Studia duramente per succedere all'impresa di famiglia, anche se vorrebbe diventare un dottore. A inizio gioco ha frequenti sogni in cui è Asura, comandante di Sensus. È infatti la sua reincarnazione, verso cui prova una profonda ammirazione, essendo ciò a cui aspira diventare. Dopo aver incontrato e soccorso Iria, si unirà a lei nel suo viaggio, giurando di proteggerla.
In battaglia usa una spada a due mani e magie d'attacco di elemento fuoco.
Iria Animi (イリア・アニーミ?, Iria Animi), doppiata da Yuko Sasamoto.
Protagonista femminile. Ha un carattere forte e impulsivo ed è molto ostinata. È scappata dal suo villaggio natio di Sania, in quanto inseguita da seguaci di Arca che la vogliono catturare per i suoi poteri. Giunta a Regnum viene salvata da Luca e si mette in viaggio con lui. Spesso prende in giro Luca, anche se nutre dei sentimenti nei suoi confronti. Viaggia insieme a Coda (コーダ?), un Muse (animale parlante simile a un topo) che si è unito a lei dopo la partenza da Sania. È la reincarnazione di Inanna.
In battaglia usa due pistole e magie curative, oltre che di elemento acqua.
Spada Belforma (スパーダ・ベルフォーマ?, Supada Beruforuma), doppiato da Yūji Ueda.
Giovane rampollo del casato Belforma, una delle più prestigiose famiglie nobili di Regnum. È scappato dalla sua famiglia, in quanto lo riteneva di "scarso uso" essendo l'ultimogenito e per la gelosia che provavano verso le sue capacità; da allora fa una vita da vagabondo. Abile spadaccino, segue fedelmente il codice della cavalleria, insegnatoli da Hartman, maggiordomo della famiglia e suo unico amico. Ha modi bruschi ed è impulsivo ma possiede un animo gentile e generoso. È la reincarnazione di Durandal, la spada di Asura. A causa dei suoi poteri viene catturato da Arca e imprigionato in un laboratorio di ricerca, dove incontra Luca e Iria, con cui stringe amicizia.
In battaglia usa una coppia di spade gemelle e può usare magie di elemento vento e fulmine.
Ange Serena (アンジュ・セレナ?, Anje Serena), doppiata da Kaori Nazuka.
Suora del santuario di Naos: è dotata di poteri curativi che l'hanno resa nota in tutto il continente. Un giorno però, perse il controllo dei suoi poteri, distruggendo il santuario e finendo per essere catturata da Arca e spedita in un laboratorio di ricerca, dove è stata salvata da Luca. Ha un animo gentile e puro e conosce molte cose su argomenti come la politica, la chiesa e la storia: tuttavia è molto suscettibile sul suo lato da buongustaio e sul suo peso. È la reincarnazione di Orifiel, tattico di Ratio e inizialmente nemico di Asura.
In battaglia usa una daga e può usare magie curative e di supporto e di elemento luce.
Ricardo Soldato (リカード・ソルダト?, Rikarudo Sorudaato), doppiato da Hiroaki Hirata.
Abile mercenario, sopravvissuto a molti campi di battaglia. Viene contattato da Albert con il compito di rapire e condurre da lui Ange. Dopo averla salvata da Arca rompe il contratto e ne stipula uno nuovo con la ragazza, con il compito di proteggerla. È una persona razionale e fredda ma che tiene comunque ai suoi compagni. È la reincarnazione di Hypnos, uno dei Mietitori di Ratio nonché fratello di Thanatos.
In combattimento usa un fucile e magie di elemento terra e oscurità.
Hermana Larmo (エルマーナ・ラ ルモ?, Erumana Rarumo), doppiata da Yuki Matsuoka.
Rimasta orfana a causa della guerra, è una ragazzina che vive nelle fogne di Regnum, prendendosi cura di altri orfani, rubando soldi e cibo per sopravvivere. Usa più l'istinto che la ragione e non disdegna l'affetto e gli abbracci di Ange. È la reincarnazione di Vritra, il drago che si prese cura di Asura.
In battaglia usa i suoi pugni e magie di elemento vario.

### Antagonisti
Mathias (マティウス?), doppiata da Atsuko Tanaka.
Donna mascherata a capo di Arca, un'organizzazione di Avatar con l'obiettivo di creare un mondo dove vivere pacificamente per loro. Per realizzare il suo obiettivo è in cerca del Manifesto e di Avatar potenti che possano aiutarla. Si scoprirà essere anche lei come Luca, reincarnazione di Asura. Il suo viso è identico a quello di Inanna, un aspetto di lei che detesta.
Oswald fan Kuruela (オズバルド・ファン・クルエーラ?), doppiato da Bin Shimada.
Potente generale di Regnum, agli ordini del Consiglio Privato e alla ricerca del Manifesto. Supervisiona anche le ricerche sugli Avatar. Deciderà poi di tradire i suoi superiori per ottenere il Manifesto e usarlo per diventare un dio. Soprannominato Pigwald dai protagonisti per via della sua stazza.
Chitose Cxarma (チトセ・チャルマ?, Thitose Cxarma), doppiata da Rumi Shishido.
Ragazza di Ashihara, dalla personalità tranquilla, che si è unita ad Arca. Nella sua vita passata era Sakuya, una servitrice di Asura, verso cui provava un forte amore, anche se costretta a rinunciare a lui, essendo Asura innamorato di Inanna. Chiederà più volte a Luca di unirsi ad Arca, in quanto reincarnazione di Asura e sempre per questo motivo Chitose è molto fedele a Mathias, tanto da suicidarsi dopo la sua sconfitta. È in forte contrasto con Iria, sia perché reincarnazione di Inanna sia per il suo interesse per Luca.
Chien Tenebro (シアン・テネブロ?, Sian Tenebro), doppiato da Miyuki Sawashiro.
Ragazzino proveniente da Galpos, sempre in compagnia di due cani (Cer e Ber), nati assieme a lui. Per questo motivo gli abitanti del suo villaggio lo disprezzavano, costringendo Chien a vivere nella giungla come un selvaggio. Si unirà ad Arca per poter creare un mondo pacifico, anche se le sue buone intenzioni sono frutto di un raggiro di Mathias. Nella sua vita passata era Cerberus, guardiano del Manifesto.
Hasta Ekstremi (ハスタ・エクステルミ?), doppiato da Mitsuaki Madono.
Giovane uomo dalla personalità psicopatica, il cui unico scopo è quello di soddisfare i suoi istinti omicidi, non badando se si tratta di amici o nemici. È agli ordini di Oswald ma solo per poter uccidere quante più persone possibile. È la reincarnazione di Gae Bolg, una lancia demoniaca forgiata dal creatore di Durandal.
Albert Grandeoza (アルベール・グランディオーザ?, Albert Grandeioza), doppiato da Tomokazu Sugita.
Giovane nobile di Tenos. È lui ad aver ordinato a Ricardo il rapimento di Ange. È la reincarnazione di Himmel il Divino, uno delle divinità più importanti di Devaloka e allievo di Orifiel. Inizialmente ostile, in quanto voleva Ange al suo fianco per via della relazione che aveva con lei a Devaloka e impedire la riunione dei due mondi, aiuterà poi i protagonisti, offrendo il suo supporto e la sua aeronave e cessando la guerra contro Regnum.

### Vite passate
Asura (アスラ?, Asras), doppiato da Rikiya Koyama.
Generale a capo delle forze armate di Sensus e segretamente ne era anche il suo signore, sotto l'identità dell'Overlord. Il suo desiderio era quello di riportare la pace nel mondo, riunendo Devaloka e Naraka in un unico mondo, com'era in origine. Ammirato dai suoi subordinati per la sua forza e per il suo valore, era riuscito dopo molti sforzi a prevalere su Ratio e impossessarsi del Manifesto ma prima di usarlo venne tradito da Inanna e Durandal, che morirono assieme a lui. Il potere del Manifesto venne attivato comunque, portando però a un mondo instabile. La parte di Asura dominata dall'odio e dalla disperazione si è reincarnata in Mathias mentre la parte dominata dal dubbio in Luca.
Inanna (イナンナ?), doppiata da Atsuko Tanaka.
Dea di Ratio. Tradì Ratio e si unì a Sensus, in quanto innamorata di Asura. In realtà il tradimento faceva parte di un piano degli anziani di Ratio al fine di avvicinarsi ad Asura e agire per impedire i suoi piani. L'amore provato per lui era però sincero e questo le provocò un conflitto interiore. Per impedire l'uso del Manifesto uccise Asura usando Durandal, ma finì per essere uccisa lei stessa dall'uomo amato. Odia gli umani di Naraka in quanto questi uccisero sua madre e per questo è contraria alla riunificazione. Si è reincarnata in Iria.
Durandal (デュランダル?), doppiato da Yūji Ueda.
Una potente spada senziente, usata da Asura nella sua guerra. Forgiata dal fabbro Vulcan, con lo scopo di poter portare la pace a differenza della lancia che aveva forgiato in precedenza. Ha tradito Asura assieme a Inanna, in quanto una spada è tenuta ad essere usata come meglio crede il suo possessore. Si è reincarnato in Spada.
Hypnos (ヒュプノス?, Hyupunos), doppiato da Hiroaki Hirata.
Mietitore di Ratio e fratello di Thanatos. Il suo compito era di raccogliere le anime degli abitanti di Naraka e usarle per il sostentamento di Devaloka. Sconfitto da Asura si è reincarnato in Ricardo.
Orifiel (オリフィエル?), doppiato da Tomokazu Sugita.
Geniale tattico di Ratio. Pur essendo suo nemico, nutriva rispetto per Asura. Non ritrovandosi più nell'ideologia di Ratio e sconfitto da Asura, decise di allearsi con questi. Era anche il tutore di Himmel il Divino. Si è reincarnato in Ange.
Vrtra (ヴリトラ?), doppiata da Yuki Matsuoka.
Un potente drago, fra gli ultimi della sua specie che trovò Asura e lo crebbe come un figlio. Fu l'unico essere a sopravvivere alla distruzione di Devaloka e per questo passò millenni in totale solitudine per poi morire. Si è reincarnata in Hermana.
Gae Bolg (ゲイボルグ?), doppiato da Mitsuaki Madono.
Lancia demoniaca senziente, forgiata da Vulcan. Adorava uccidere le persone, amiche o nemiche e il suo interesse era soddisfare i suoi più bassi desideri, esattamente come la sua reincarnazione Hasta. Fu sconfitto da Asura e Durandal.
Sakuya (サクヤ?), doppiata da Rumi Shishido.
Servitrice di Asura, la cui fedeltà era superata solo dal suo amore non corrisposto verso di lui. Provava gelosia verso Inanna, in quanto oggetto dell'amore di Asura. Reincarnatasi in Chitose.
Thanatos (タナトス?), doppiato da Norio Wakamoto.
Potente Mietitore di Ratio, nonché fratello maggiore di Hypnos. Innamoratosi di un'umana, abbandonò il suo ruolo e i suoi compiti per vivere con lei a Naraka: dalla loro unione nacque il popolo dei Grimori. Ha vissuto per migliaia d'anni fino ad oggi, assumendo un nuovo nome, Gardel. Proprio per l'amore che prova verso gli umani si oppone alla riunificazione. Sconfitto dai protagonisti, il suo corpo è stato usato da Oswald come fonte d'energia di una delle sue macchine da guerra.
Cerberus (ケルベロス?), doppiato da Miyuki Sawashiro.
Cane a tre teste posto a guardia del Manifesto a Devaloka, che può concedere a chi ritiene degno, come Asura. Ogni volta che moriva rinasceva subito per tornare a fare la guardia. L'aspetto minuto con cui lo si vede è dovuto al fatto di essere rinato da poco. Reincarnatosi in Chien e nei suoi due cani.
Himmel il Divino (ヒンメル?), doppiato da Kaori Nazuka.
Uno dei quattro pilastri di Devaloka, dall'aspetto di bambino. Dato il suo importante ruolo era tenuto prigioniero dagli anziani di Ratio. Era allievo di Orifiel, verso cui provava molto rispetto e affetto, essendo l'unico a preoccuparsi sinceramente di lui. Si è reincarnato in Albert.

## Tales of Innocence R
Un remake del gioco, intitolato Tales of Innocence R per PlayStation Vita è stato annunciato nel numero di settembre di V-Jump. Oltre ad una grafica migliorata, il remake beneficia di un nuovo sistema di combattimento ed include due nuovi personaggi giocabili, dungeon, aree rifatte e un nuovo sistema di apprendimento delle abilità.
La "R" nel titolo indica che il gioco è una "re-immaginazione" di Tales of Innocence e contiene nuovi filmati animati ed una nuova sigla, New Day, New Life, cantata da Kokia.

## Manga
Un manga ispirato a Tales of Innocence è stato disegnato da Hiroyuki Kaido e pubblicato in Giappone dalla Shūeisha a partire dal 2 novembre 2007, per un totale di tre volumi.